# Как добывать друзей
«Как добывать друзей» (исп. Ganar amigos) — историческая драма испанского писателя Хуана Руиса де Аларкона, написанная в 1617 году и впервые поставленная в октябре 1621 года для королевы Изабеллы Французской. Считается одним из наиболее значительных произведений Аларкона.
Действие пьесы происходит в Кастилии в XIV веке. Главный герой вынужден выбирать между любовью с одной стороны, долгом и дружбой — с другой. Литературоведы отмечают, что Аларкон здесь демонстрирует значительный прогресс в драматической технике. Он избегает затянутых диалогов, действие достаточно динамично, стихи лаконичны.